# USA Freedom Act
Der USA Freedom Act (Uniting and Strengthening America by Fulfilling Rights and Ensuring Effective Discipline Over Monitoring Act) wurde am 2. Juni 2015 als Ersatz für teilweise abgelaufene Gesetze des USA Patriot Acts beschlossen, die am 1. Juni 2015 abgelaufen waren.
Im Gegensatz zum USA Patriot Act dürfen die amerikanischen Behörden Telekommunikationsdaten nicht mehr selbst speichern und haben keinen direkten Zugriff mehr darauf. Jedoch werden Telekommunikationsdaten unter dem Freedom Act zukünftig bei Telekommunikationsanbietern gespeichert und können auf Verlangen auch an amerikanische Behörden weitergegeben werden. Zwar müssen amerikanische Behörden zumindest einen Verdachtsfall vortragen, etwa, dass der Betroffene eine potentielle Gefahr darstellen könnte. Aber abgesehen davon steht einer massenhaften Überwachung und Auswertung von Telekommunikationsdaten nichts im Wege. Datenschutzrechtlich und in Bezug auf die inzwischen ungültige Regelung des Safe Harbor machen die Änderungen kaum einen Unterschied. Die Kritik an Safe Harbor bezog sich auf das massenhafte Speichern und Verarbeiten von Daten, ohne dass deren Verarbeitung zweckgerichtet sein musste oder von Betroffenen gerichtlich angefochten werden konnte. Dies ist durch den Freedom Act nicht geändert worden. Somit ist das Safe-Harbor-Dilemma nicht gelöst.